# Llista de peixos del riu Okavango

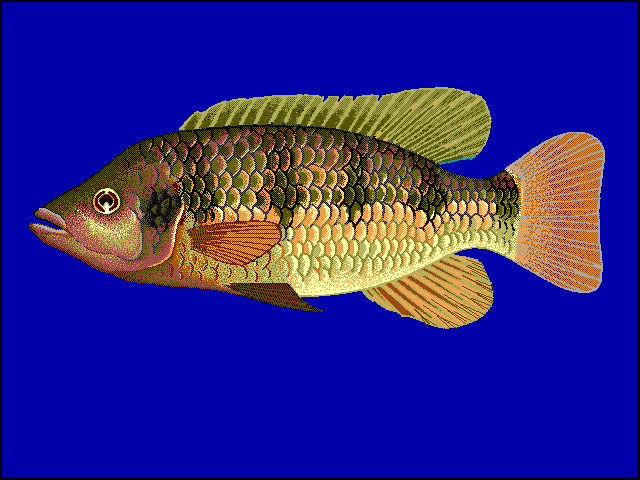
Hemichromis fasciatus

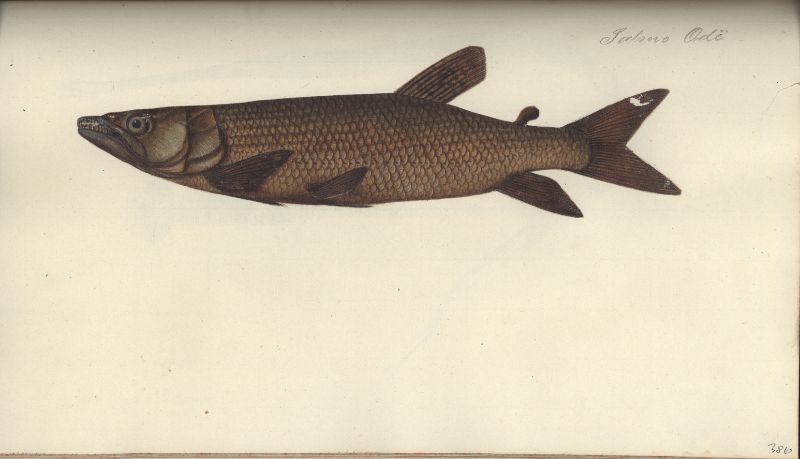
Hepsetus odoe

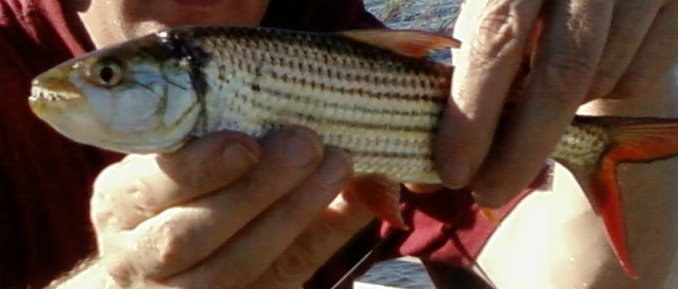
Hydrocynus vittatus

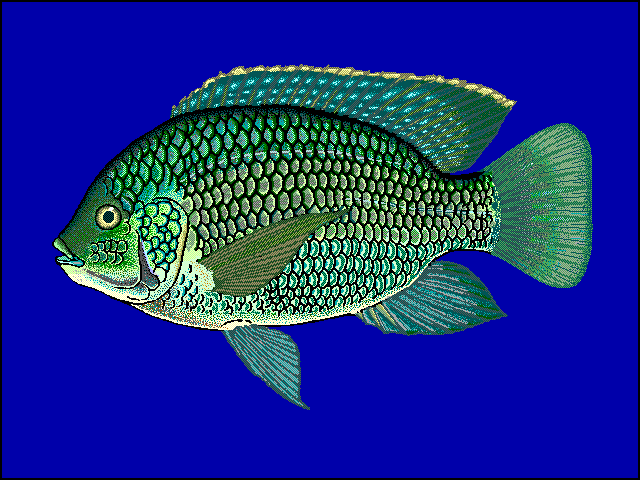
Oreochromis macrochir

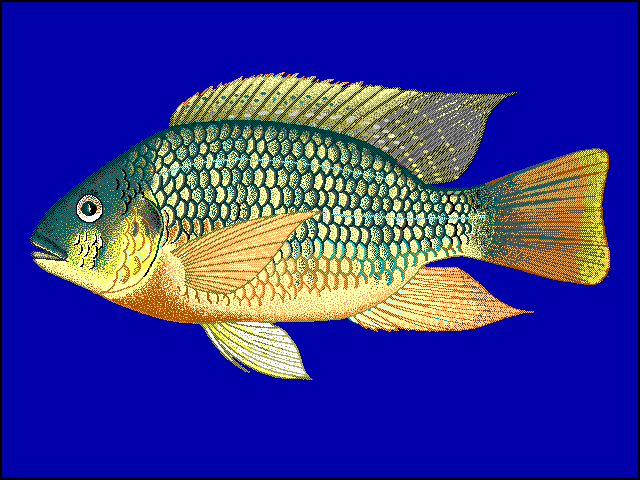
Tilapia rendalli

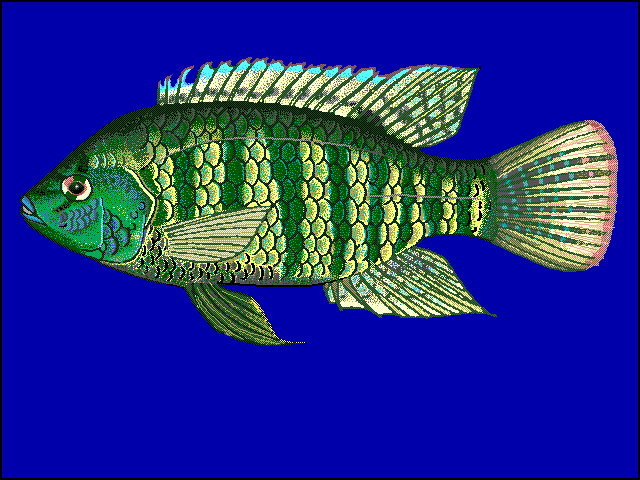
Tilapia sparrmanii

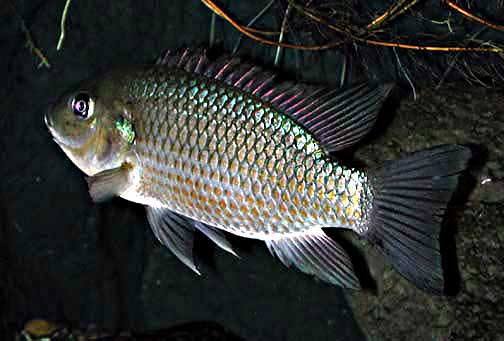
Oreochromis mossambicus

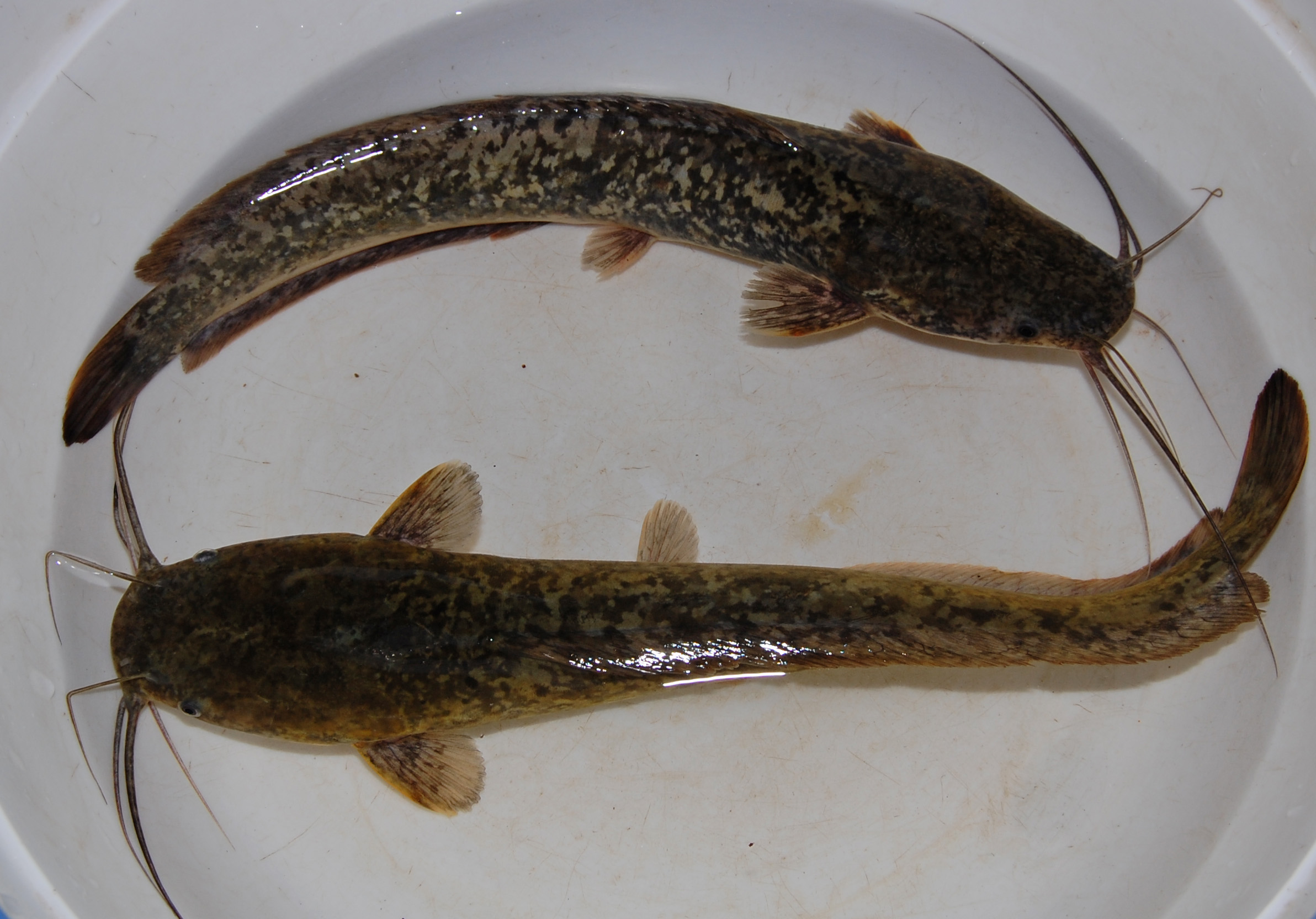
Clarias gariepinus

Aquesta llista de peixos del riu Okavango inclou les 97 espècies de peixos que es poden trobar al riu Okavango, a Angola, Namíbia i Botswana, ordenades per l'ordre alfabètic de llur nom científic.

## A
- Amphilius uranoscopus
- Aplocheilichthys hutereaui
- Aplocheilichthys johnstoni
- Aplocheilichthys katangae
- Aplocheilichthys moeruensis
- Awaous lateristriga

## B
- Barbus afrovernayi
- Barbus barnardi
- Barbus barotseensis
- Barbus bifrenatus
- Barbus breviceps
- Barbus brevidorsalis
- Barbus eutaenia
- Barbus fasciolatus
- Barbus haasianus
- Barbus kerstenii
- Barbus lineomaculatus
- Barbus lujae
- Barbus mattozi
- Barbus miolepis
- Barbus multilineatus
- Barbus paludinosus
- Barbus poechii
- Barbus radiatus
- Barbus thamalakanensis
- Barbus unitaeniatus
- Brycinus lateralis

## C
- Chetia gracilis
- Chiloglanis fasciatus
- Clariallabes platyprosopos
- Clarias gariepinus
- Clarias liocephalus
- Clarias ngamensis
- Clarias stappersii
- Clarias theodorae
- Coptostomabarbus wittei
- Ctenopoma multispine

## H
- Hemichromis elongatus
- Hemichromis fasciatus
- Hemigrammocharax machadoi
- Hemigrammocharax multifasciatus
- Hepsetus odoe
- Hippopotamyrus ansorgii
- Hippopotamyrus discorhynchus
- Hydrocynus forskahlii
- Hydrocynus vittatus

## K
- Kneria polli

## L
- Labeo cylindricus
- Labeo lunatus
- Labeobarbus codringtonii

## M
- Marcusenius altisambesi
- Marcusenius macrolepidotus macrolepidotus
- Mastacembelus frenatus
- Mastacembelus vanderwaali
- Mesobola brevianalis
- Micralestes acutidens
- Microctenopoma intermedium
- Mormyrus lacerda

## N
- Nannocharax macropterus

## O
- Opsaridium zambezense
- Oreochromis andersonii
- Oreochromis macrochir
- Oreochromis mossambicus

## P
- Parakneria fortuita
- Parauchenoglanis ngamensis
- Petrocephalus catostoma catostoma
- Pharyngochromis acuticeps
- Pharyngochromis darlingi
- Pollimyrus castelnaui[1]
- Protopterus annectens brieni
- Pseudocrenilabrus philander philander

## R
- Rhabdalestes maunensis

## S
- Sargochromis carlottae
- Sargochromis codringtonii
- Sargochromis giardi
- Sargochromis greenwoodi
- Schilbe intermedius
- Schilbe mystus
- Serranochromis altus
- Serranochromis angusticeps
- Serranochromis longimanus
- Serranochromis macrocephalus
- Serranochromis robustus jallae
- Serranochromis robustus robustus
- Serranochromis thumbergi
- Synodontis leopardina
- Synodontis macrostigma
- Synodontis macrostoma
- Synodontis nigromaculata
- Synodontis thamalakanensis
- Synodontis vanderwaali
- Synodontis woosnami

## T
- Tilapia rendalli
- Tilapia ruweti
- Tilapia sparrmanii

## Z
- Zaireichthys dorae
- Zaireichthys rotundiceps[2]